# Ciocănitoare verzuie
Ciocănitoarea verzuie sau ghionoaie sură (Picus canus) este o pasăre din familia picidelor (Picidae), de mărimea guguștiucului, de culoare verde-gălbui, cu capul, gâtul și partea inferioară cenușii deschis, ciocul întunecat și picioarele sur-plumburii, masculul cu fruntea roșie, care se hrănește cu viermi, larve, ponte de insecte, semințe, fructe; este întâlnită în pădurile de foioase, dar se urcă și pe văile râurilor; își face cuibul în scorburi de copaci. În România este prezentă tot timpul anului și este răspândită în pădurile de foioase, mai frecvent în cele de plopi și sălcii, de-a lungul malurilor Dunării.

## Reproducerea

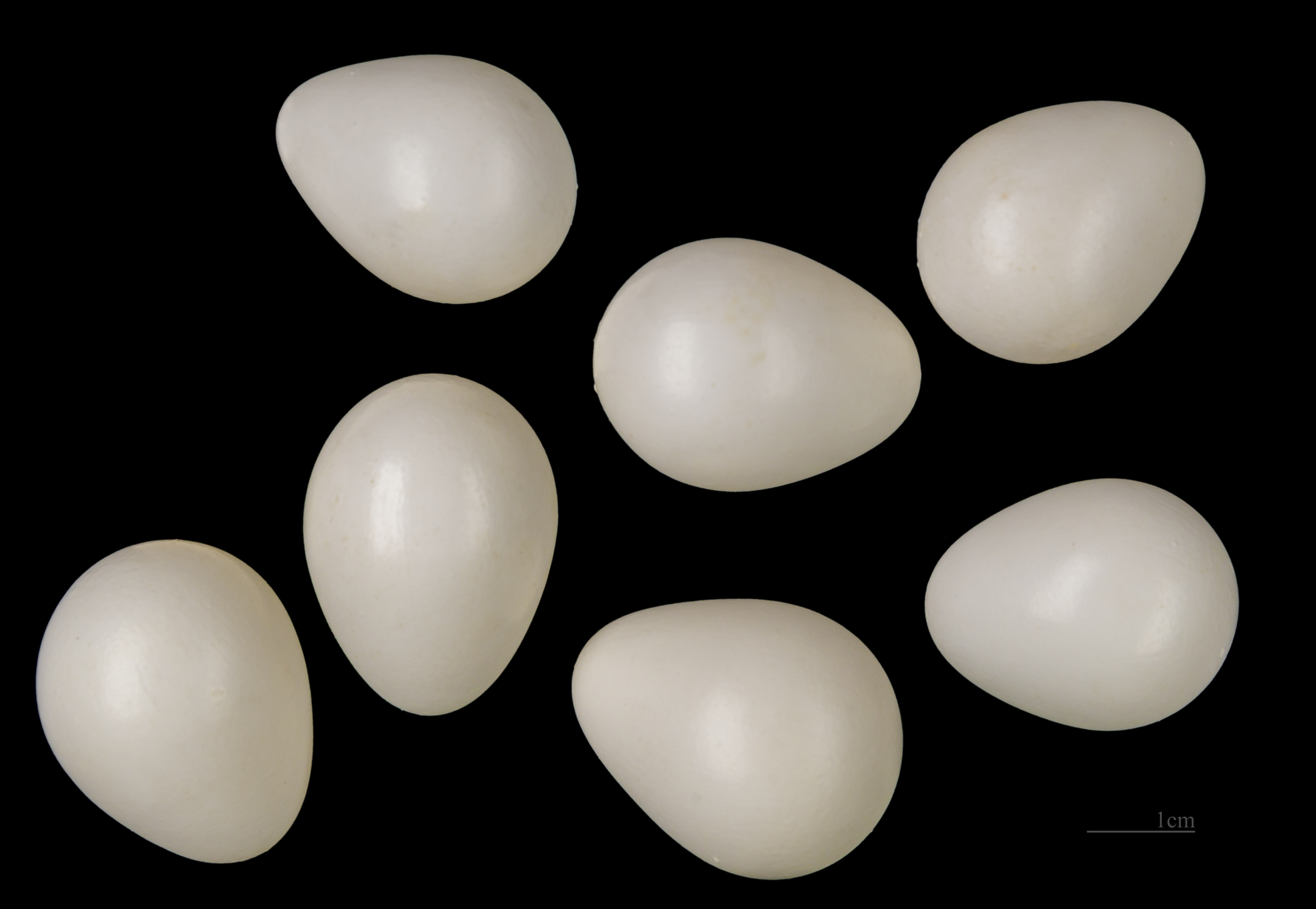
Picus canus